# Charan Singh
Pour les articles homonymes, voir Singh.
Charan Singh, né le 23 décembre 1902 à Noorpur (Uttar Pradesh), mort le 29 mai 1987, est un homme d'État indien.
Succédant à Morarji Desai, il a exercé les fonctions de Premier ministre de l'Inde du 28 juillet 1979 au 14 janvier 1980, date à laquelle il a été remplacé par Indira Gandhi, après la victoire du Congrès national indien aux élections législatives indiennes de 1980.